# Mr. Bungle
Mr. Bungle är en experimentell amerikansk musikgrupp som grundades 1985, och upplöstes 2004. Bandet återförenades 2019.
Mr. Bungles spelade en säregen och bred musikstil som var ett slags fusion med inslag av bland annat heavy metal, ska, frijazz, pop, punk och funk.

## Medlemmar
- Mike Patton – sång, keyboard, sampling, gitarr (1985–2000, 2019–)
- Trevor Dunn – basgitarr, bakgrundssång (1985–2000, 2019–)
- Trey Spruance – gitarr, keyboard, piano, bakgrundssång (1985–2000, 2019–)
- Scott Ian – rytm gitarr, bakgrundssång (2019–)
- Dave Lombardo – Trummor, Klockspel (2019–)

Tidigare medlemmar
- Danny Heifetz – trummor, tamburin (1989–2000)

- Clinton "Bär" McKinnon – tenorsaxofon, klarinett, keyboard, piano, bakgrundssång (1989–2000)

- Theobald Brooks Lengyel – altsaxofon, keyboard (1985–1996)
- Jed Watts – trummor (1985–1987)
- Luke Miller – tenorsaxofon, trumpet (1987–1989)
- Scott Fritz – tenorsaxofon, trumpet (1987)
- Hans Wagner – trumpet (1987–1989)

## Diskografi
Demoalbum
- 1986 – The Raging Wrath of the Easter Bunny
- 1987 – Bowl of Chiley
- 1988 – Goddammit I Love America!!!$ɫ!!
- 1989 – OU818

Studioalbum
- 1991 – Mr. Bungle
- 1995 – Disco Volante
- 1999 – California
- 2020– Raging Wrath Of The Easter Bunny Demo

Singlar
- 1991 – "Quote Unquote"
- 1992 – "Mi Stoke Il Cigaretto"
- 1995 – "Platypus"